# Korea-Boom
Der Begriff Korea-Boom bezeichnet ein Narrativ, das den Aufschwung der Wirtschaft, insbesondere in der Bundesrepublik Deutschland, als Folge des Koreakrieges zu Beginn der 1950er Jahre zu erklären versucht. Die Zeit des Korea-Booms bilde demnach das Ende der schwierigen Wiederaufbauphase der westdeutschen Wirtschaft nach 1945. Es habe ein weltweiter Nachkriegsboom eingesetzt, der in eine bis zu Beginn der 1970er Jahre anhaltende Phase der Hochkonjunktur gemündet habe. Der Korea-Boom gilt als ein zentraler Teilaspekt der Zeit des deutschen Wirtschaftswunders.

## Voraussetzungen
Vorangegangen war in Westdeutschland eine zeitweilige Krise der Wirtschaft nach der Währungsreform von 1948. Die Industrieproduktion stockte, und die Zahl der Arbeitslosen stieg von unter einer Million auf 2 Millionen, das waren 12 %, zu Beginn des Jahres 1950 an. Darauf reagierte die Bundesregierung unter anderem mit einem Konjunkturprogramm im Umfang von 5,4 Millionen DM. Noch bevor dieses allerdings in Kraft trat, veränderte der Krieg in Korea die wirtschaftliche Situation grundlegend. Im Ausland stieg die Nachfrage nach deutschen Produkten aber auch Rohstoffen stark an. Gefragt waren insbesondere rüstungsrelevante Produkte. Im Inland kam es zu einem Nachfrageschub nach Konsumgütern.

## Wirtschaftsexpansion
War der bisherige Wiederaufschwung der westdeutschen Wirtschaft vor allem über den Binnenmarkt erfolgt, wurde das Wachstum erstmals nach 1945 durch die Außenwirtschaft bestimmt. Die brachliegenden Produktionskapazitäten in Deutschland zu Beginn des Koreakrieges erwiesen sich für die deutsche Wirtschaft als entscheidender Vorteil gegenüber den Mitbewerbern auf dem Markt. Innerhalb des Jahres 1950 stiegen die Produktionszahlen stark an. Sie lagen bis zu einem Drittel über denen von 1949. Lag die Industrieproduktion im ersten Quartal 1950 nur bei 96 % des Standes von 1939, lag sie im vierten Quartal 1954 bei 174 %.
Die nach dem Krieg von den Alliierten verhängten Produktionsbeschränkungen für Eisen- und Stahlprodukte wurden aufgehoben, nachdem sich die Wirtschaft daran schon nicht mehr gehalten hatte. Der Export stieg zwischen 1950 und 1952 sogar um 200 %. Die Wachstumsraten lagen in den 1950er Jahren in der Investitionsgüterindustrie bei durchschnittlich 12 % und in der Konsumgüterindustrie bei 9 % im Jahr.
Die Zahl der Beschäftigten stieg ebenfalls deutlich an. Allerdings nahmen die Arbeitslosenzahlen zunächst noch nicht deutlich ab. Der Grund waren neben regional unterschiedlichen Wirtschaftsstrukturen die hohe Zahl von Flüchtlingen aus der DDR und Spätaussiedlern. Mittelfristig sanken die Arbeitslosenzahlen von 12,2 % im ersten Quartal 1950 auf 8,4 % im ersten Quartal 1953.

## Probleme
Allerdings war der Boom auch mit problematischen Folgen verbunden. Der Erwerb nötiger Rohstoffe führte zumindest vorübergehend zu einem beträchtlichen Handelsbilanzdefizit. Bald auch waren die Produktionskapazitäten ausgeschöpft. Dies gilt etwa für die Eisen- und Stahlproduktion seit Ende 1950. Der Hauptgrund war der Mangel an Kohle. Dies führte zeitweise zur Rationierung der Stromversorgung und die öffentliche Bewirtschaftung der Kohle wurde wieder eingeführt.
Der Ausbau der Fördermenge im Ruhrgebiet stieß in dieser Zeit an ihre Grenzen, weil es unter Tage kaum Rationalisierungen gab und der Neubau von Wohnungen nicht ausreichte.

## Folgen
Letztlich hat der Korea-Boom maßgeblich dazu beigetragen, die wirtschaftlichen Probleme im Zuge des Wiederaufbaus der Wirtschaft nach 1945 zu überwinden. In der Mitte des Jahres 1952 wies die westdeutsche Wirtschaft ein selbst tragendes Wachstum auf.
Dies hatte erhebliche Folgen auch für die Beschäftigten und die Gesellschaft insgesamt. Bis 1965 hat sich das Realeinkommen von Arbeitern durchschnittlich mehr als verdoppelt. Die Arbeitslosigkeit wich bereits in den 1950er Jahren einer weitgehenden Vollbeschäftigung.

## Kritik an Begriff
Spätestens seit den 1990er-Jahren wird jedoch der positive ökonomische Effekt dieses Korea-Booms auf die Weltwirtschaft und auf das Industriewachstum der Bundesrepublik Deutschland im Besonderen von wirtschaftswissenschaftlicher wie wirtschaftshistorischer Seite vermehrt in Frage gestellt: Der US-amerikanische Wirtschaftshistoriker Peter Temin belegt, dass der Korea-Krieg die Wirkung einer "disruptive force" für die sich nach dem Zweiten Weltkrieg erholende Weltwirtschaft hatte. Auch einstige Fürsprecher der These, der Korea-Krieg habe einen positiven Effekt auf die bundesdeutsche Wirtschaftsentwicklung in den 1950er-Jahren gehabt, wie der Historiker Werner Abelshauser sprechen in neueren Publikationen von einer Korea-Krise.